# アシアート

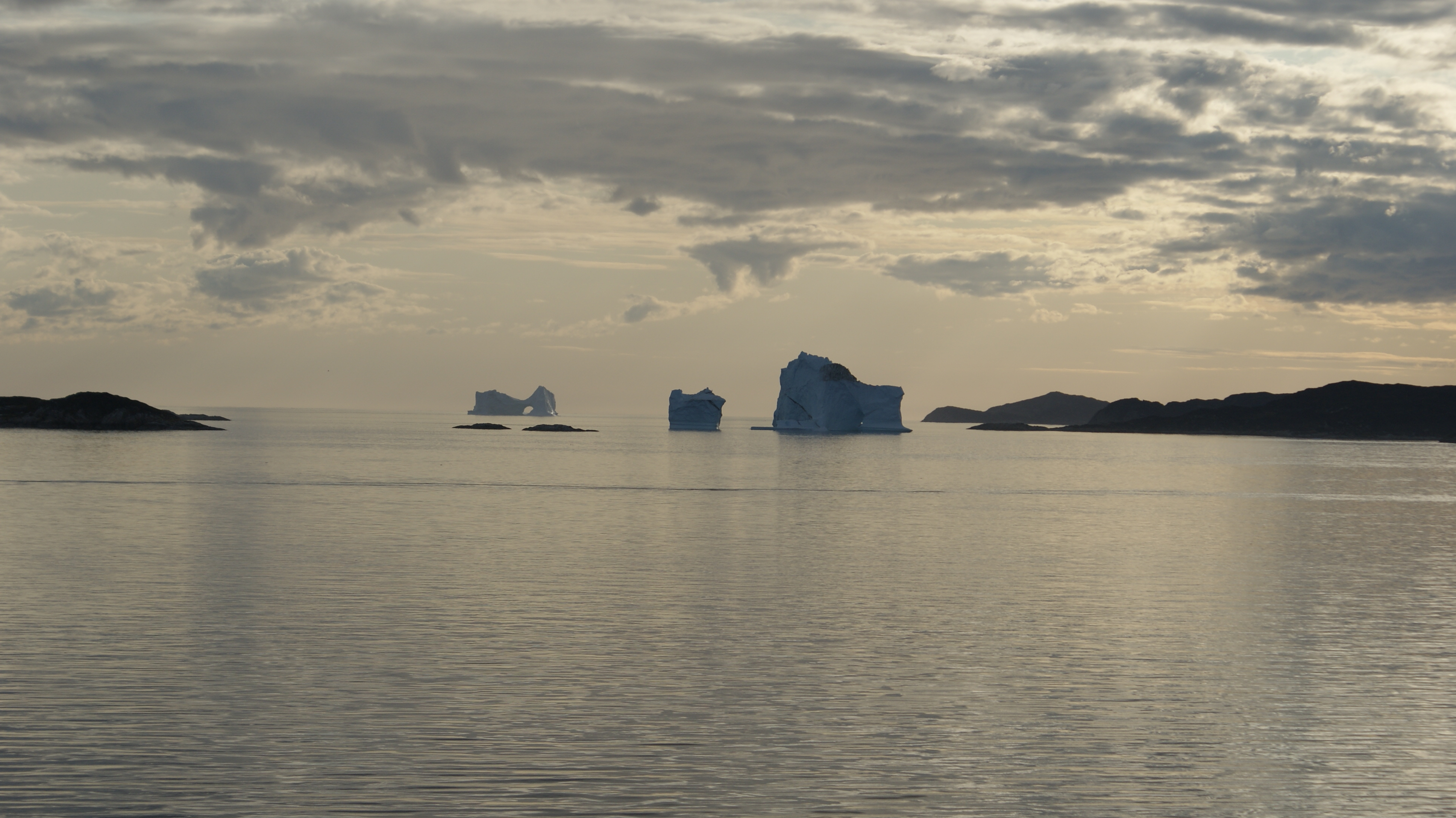
アシアート群島に浮かぶ氷山

アシアート（グリーンランド語: Aasiaat、デンマーク語: Edderkopperne）は、グリーンランド西部にあるケケタリク自治体に所属する町。ディスコ湾南端のアシアート群島に位置する。2024年現在の人口は2,951人と、グリーンランドで5番目に大きな町となっている。

## 由来
グリーンランド語で「アシアート」は「クモ」を意味する。これが地名に結びついた理由については、歴史的事実が不足しているために明確な決定がなされていない。最も一般的な説は、アシアートが開拓地として成立した際、この地にクモが多かったというものである。しかし、グリーンランドの他の町とも同様に、現代ではめったにクモを見ることはできない。また、アシアートはクジラの町と呼ばれることもある。クジラやアザラシなどの海獣は、この地ではありふれた存在となっている。

## 歴史

### 先住民
この地方を考古学的に調査した結果によると、アシアートを含むこの地域には、約5,000年前から人類の居住が示唆されている。中世初期の移住者は1200年ごろにまでさかのぼることができ、生活のために狩猟を行っていた者と推測されている。彼らは春季にタテゴトアザラシやカラフトシシャモを獲り、夏季には場所を移してトナカイやオヒョウを獲物とし、秋には再び戻りアザラシを探し、湾が凍ってしまう冬にはイッカクやシロイルカを捕まえていた。彼らは自分たちでカヤックやウミアクを設計し、組み立てていた。冬季にはイヌぞりを使用していた。

### 開拓期
後にアシアートとなる開拓地は、1759年にニールス・エーゲデによって作られた。ニールスは、「グリーンランドの主唱者」と呼ばれたノルウェーの宣教師、ハンス・エーゲデの息子である。Egedesminde植民地と名づけられた開拓地は、現在のアシアートから125キロメートル南下した場所にあった。Egedesminde植民地が現在の場所に移ったのは1763年である。
住民の多くが捕鯨を行っていた。また、開拓住民によって天然痘ウイルスが持ち込まれ、先住民に被害を与えた。特に1770年代に顕著であった。19世紀初めには人口も安定して緩やかに増加するようになり、1805年に390人であった人口は、1901年には1,269人まで増えている。

### 20世紀以降
1940年5月3日、ブリテン諸島の向かうアメリカの救援機がグリーンランド、アイスランド、スコットランドの各領空を通過することを認める条約が、ゴードハウン（現在のケケルタルスアク）で締結された。第二次世界大戦がもたらした結果は、ナチス・ドイツの占領下に置かれたデンマーク本国が、グリーンランドに自由に物資を送ることができなかったという事実であった。この役目は、アメリカとカナダが負うこととなった。物資はアシアート近郊に備蓄され、そこからウマナックやシシミュートに運ばれていった。
第二次世界大戦以来、アシアートは大きな成長を遂げた。1942年にはアメリカ人によって気象台が設置された。1930年代以降に大衆魚として人気となったタラは、新しく作られた工場に運ばれ、塩漬けにされてから梱包されていった。他にも、この地域の気候と資源に適合したビジネスが発展している。産業の発達は1950年代にピークを迎え、このころには発電所や電気通信施設が設置されている。
1998年、それまでヘリポートしかなかった航空設備に新しい滑走路が加わった。滑走路はエビの加工工場の近くに設けられている。現在では、アシアートと近隣を合わせて約4,800人が生活している。
2018年1月1日、行政区画の改編により旧カースートスップ自治体からケケタリク自治体へ管轄が移行。

## 人口
人口は2024年の時点で2,951人と、ケケタリク自治体の町のなかで最も多い。過去20年間を見ると、人口のグラフは上下に変動している。現在の人口は1990年に比べて8％あまりの減少、2000年に比べて約7％の減少となっている。

## 教育
アシアートには4つの学校がある。通常の教育を行う学校の他に、職業専門学校、障害者のための学校、音楽家育成のための学校がある。

## 経済
アシアートの主要な産業は、エビやカニといった水産業、造船、観光となっている。カヤック、クロスカントリースキー、ホエールウォッチングなど観光資源が豊富な地域である。

## 交通
アシアートは、グリーンランド西海岸を結ぶArctic Umiaq Lineの寄港地のひとつとなっている。また、町にはアシアート空港があり、イルリサットやディスコ湾周辺の町との中継地として役割を果たしている。これはカンゲルルススアークにおけるエア・グリーンランドと同様である。

## 気候

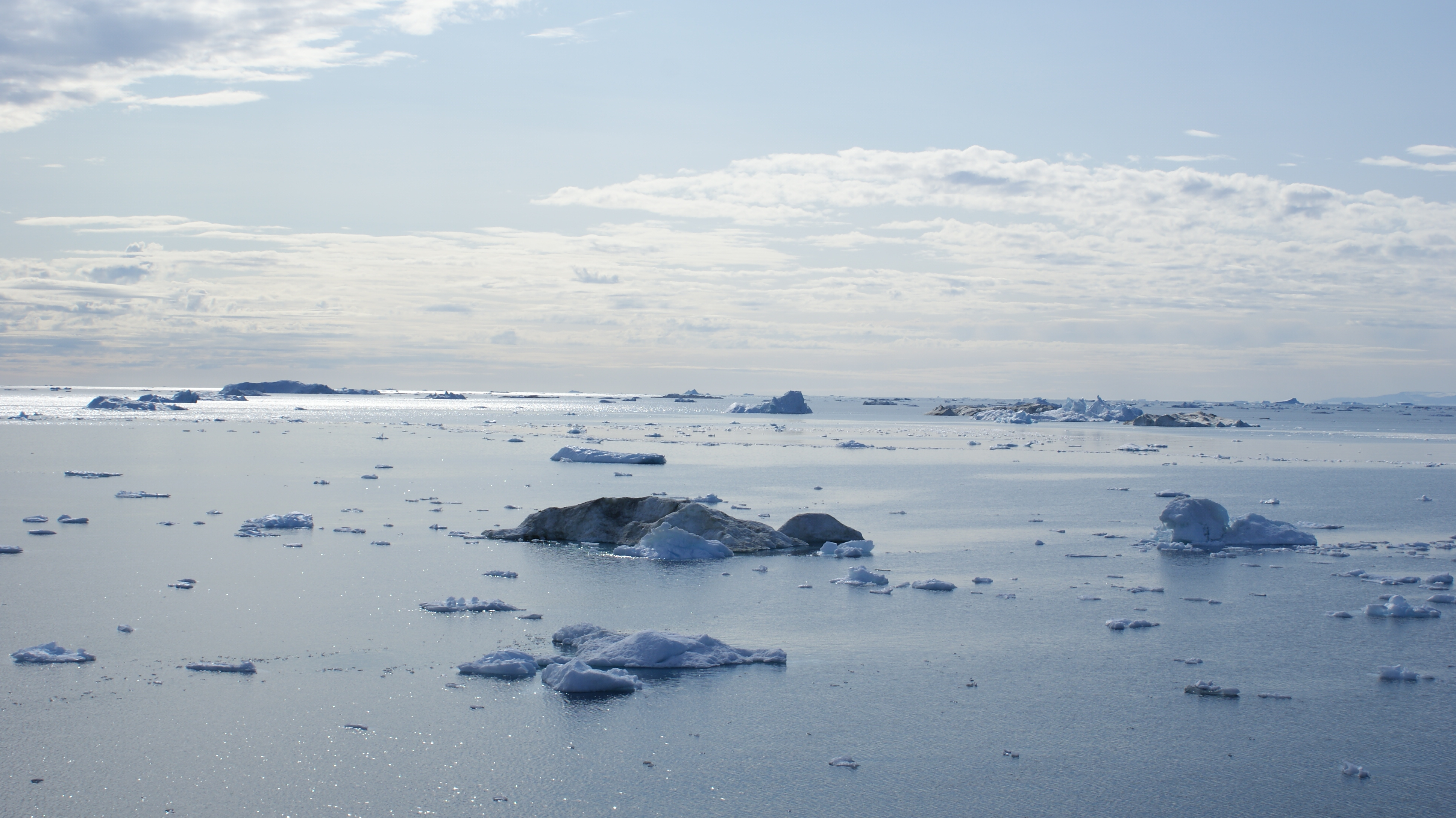
結氷したディスコ湾

| アシアートの気候                                    | アシアートの気候 | アシアートの気候 | アシアートの気候 | アシアートの気候 | アシアートの気候 | アシアートの気候 | アシアートの気候 | アシアートの気候 | アシアートの気候 | アシアートの気候 | アシアートの気候 | アシアートの気候 | アシアートの気候 |
| 月                                                  | 1月              | 2月              | 3月              | 4月              | 5月              | 6月              | 7月              | 8月              | 9月              | 10月             | 11月             | 12月             | 年               |
| --------------------------------------------------- | ---------------- | ---------------- | ---------------- | ---------------- | ---------------- | ---------------- | ---------------- | ---------------- | ---------------- | ---------------- | ---------------- | ---------------- | ---------------- |
| 平均最高気温 °C （°F）                              | −10.2 (13.6)     | −12.2 (10)       | −12.8 (9)        | −6.3 (20.7)      | 0.7 (33.3)       | 5.2 (41.4)       | 8.5 (47.3)       | 7.7 (45.9)       | 4.2 (39.6)       | −0.4 (31.3)      | −3.9 (25)        | −7.2 (19)        | −2.22 (28)       |
| 平均最低気温 °C （°F）                              | −16.7 (1.9)      | −19.1 (−2.4)     | −19.9 (−3.8)     | −13.4 (7.9)      | −4.5 (23.9)      | 0.2 (32.4)       | 3.0 (37.4)       | 3.0 (37.4)       | 0.5 (32.9)       | −4.2 (24.4)      | −8.3 (17.1)      | −12.7 (9.1)      | −7.68 (18.18)    |
| 降水量 mm （inch）                                  | 16 (0.63)        | 16 (0.63)        | 18 (0.71)        | 20 (0.79)        | 18 (0.71)        | 24 (0.94)        | 27 (1.06)        | 34 (1.34)        | 37 (1.46)        | 29 (1.14)        | 37 (1.46)        | 26 (1.02)        | 302 (11.89)      |
| 出典：デンマーク気象研究院による1961-1990年のデータ |                  |                  |                  |                  |                  |                  |                  |                  |                  |                  |                  |                  |                  |